# Венгерская рапсодия (фильм, 1979)
«Венгерская рапсодия» (венг. Magyar rapszódia) — венгерский исторический художественный фильм режиссёра
Миклоша Янчо, снятый в 1978 году на студии «Objektív Film». Первая часть режиссёрской драматической дилогии об истории Венгрии от начала XX века до Второй мировой войны. Вторая часть — «Варварское аллегро» (1979).
Премьера фильма состоялась 4 октября 1979 года.

## Сюжет
История глазами Иштвана Жадания — сына богатого землевладельца.
Два сына крупного венгерского землевладельца отправляются на фронт Первой мировой войны. После нескольких лет войны солдаты больше не хотят воевать. В части, где служат братья, вспыхивает бунт. Старший брат Иштван жестоко подавляет бунт и приказывает расстрелять каждого десятого солдата. Вскоре к власти в Венгрии приходят революционеры, которые продержались недолго. Показаны трагические события времён недолгого существования Венгерской советской республики.
В стране свирепствует террор, и братья принимают в нём активное участие. В душе Иштвана происходит переоценка ценностей, он пытается порвать со своим прошлым…

## В ролях
- Дьёрдь Черхальми — Иштван Жадания
- Лайош Балажович — Габор Жадания
- Габор Конц — Селеш-Тот
- Удо Кир — Пур
- Иштван Буйтор — Хедервари
- Йожеф Мадараш — Андраш Бакса
- Анико Шафар — Ханна
- Жужи Цинкоци — Эстер
- Иштван Ковач — граф Иштван Комари
- Имре Шарлаи — отец Жадания
- Анна Такач
- Джоко Росич
- Тибор Танцош
- Рада Рассимов
- Ласло Хорват
- Берталан Шольти
- Шандор Като
- Анна Дымна — подруга Ханны
- Петер Бенкё
- Джорджиана Тарьян — Мари
- Эржи Черхальми
- Балаж Блашко
- Янош Доци
- Бенце Галко
- Илдико Хамори
- Шандор Хальмадьи
- Иштван Хунядкюрти
- Эржи Хегедюш
- Матьяш Устич
- Габор Кишш
- Лаура Боконьи
- Янош Держи
- Эва Деак
- Иштван Форро
- Агнеш Камонди
- Петер Липтак
- Ласло Ленарт
- Золтан Надь
- Ласло Немет
- Чаба Оскаи
- Йожеф Пилишши
- Пал Сёке
- Гьёндьвер Виг
- Ференц Вираг Киш
- Янош Ксантуш

## Награды
- Фильм был представлен на Каннском кинофестивале 1979 года.
- Победитель конкурса «Золотой павлин» (за лучший фильм) на 7-м Международном кинофестивале Индии.